# الطحلة (رصد)

تعديل مصدري - تعديل

الطحلة هي إحدى قرى عزلة القارة بمديرية رصد التابعة لمحافظة أبين، بلغ تعداد سكانها 144 نسمة حسب تعداد اليمن لعام 2004.